# Krokodilstaarthagedis
De krokodilstaarthagedis (Crocodilurus amazonicus) is een hagedis die behoort tot de familie tejuhagedissen (Teiidae).

## Taxonomie en naamgeving
De hagedis behoort tot het monotypische geslacht Crocodilurus. De soort werd voor het eerst wetenschappelijk beschreven in 1802 door François Marie Daudin als Tupinambis lacertinus. Later werd de hagedis tot het geslacht Crocodilurus gerekend, en deze naam is ook lange tijd geldig gebleven zodat de meeste literatuur de oude naam Crocodilurus lacertinus gebruikt. De huidige wetenschappelijke naam Crocodilurus amazonicus werd al in 1825 door de zoöloog Johann Baptist von Spix gebruikt. Er worden geen ondersoorten erkend.
De wetenschappelijke geslachtsnaam Crocodilurus is waarschijnlijk afgeleid van de Oudgriekse woorden κροκόδειλος, krokodeilos (krokodil, oorspronkelijk hagedis) en het woord οὐρά, oura, dat staart betekent. De soort moet niet verward worden met de Chinese krokodilstaarthagedis (Shinisaurus crocodilurus), die in Azië voorkomt en tot een geheel andere groep van hagedissen behoort.

## Uiterlijke kenmerken
De hagedis dankt zijn naam aan de zijwaarts afgeplatte staart die aan beide zijden een opstaande kiel draagt. De krokodilstaarthagedis bereikt een lichaamslengte inclusief staart van ongeveer 50 centimeter. De lichaamskleur is bruin tot groen met kleine geelgroene vlekjes op de flanken en de kop. Op de bovenzijde van de rug is een patroon van donkerbruine plaatjes aanwezig.
Mannetjes worden iets langer dan vrouwtjes maar zijn verder moeilijk te onderscheiden. De juvenielen zijn bijzonder bont gekleurd en hebben heldere rode vlekken op het lichaam.

## Verspreiding en habitat
De hagedis komt voor in delen van noordelijk Zuid-Amerika, in de landen Brazilië, Colombia, Frans-Guyana, Peru en Venezuela. Mogelijk komt de soort daarnaast voor in Suriname en Guyana, maar dit is niet zeker. De krokodilstaarthagedis is een sterk waterminnende soort die uitsluitend voorkomt in overstroomde bossen en niet in andere oppervlaktewateren zoals rivieren en meren.
Door de internationale natuurbeschermingsorganisatie IUCN wordt de hagedis als niet bedreigd of 'veilig' beschouwd (Least Concern of LC).

## Levenswijze
De krokodilstaarthagedis is eierleggend. Over de levenswijze is verder weinig bekend. Veel waarnemingen zijn bekend uit dierentuinen, zoals die van Frankfurt. Hier werd beschreven dat de dieren zelden uit het water komen, maar af en toe hun kop boven water staken waarbij piepende geluiden werden geproduceerd. Vermoedelijk dienen de geluiden om soortgenoten te lokken.
De hagedis heeft een vaste schuilplaats langs het water. Zowel ongewervelde dieren als gewervelde dieren worden gegeten maar het voedsel bestaat voornamelijk uit kleine gewervelden. Prooidieren worden vanuit het water aangevallen en worden naar de schuilplaats gebracht waar ze worden opgegeten. Onder andere krabben, spinnen, amfibieën, reptielen staan op het menu. Uit een onderzoek uit 2006 in Brazilië bleek dat de hagedissen vooral wantsen, slakken en spinnen in hun maag hadden en een exemplaar bleek een slang te hebben gegeten.